# Bentley Serie T
La Serie T (nota anche come "T") è un modello di autovettura prodotta dalla Bentley dal 1965 al 1981.

## Descrizione

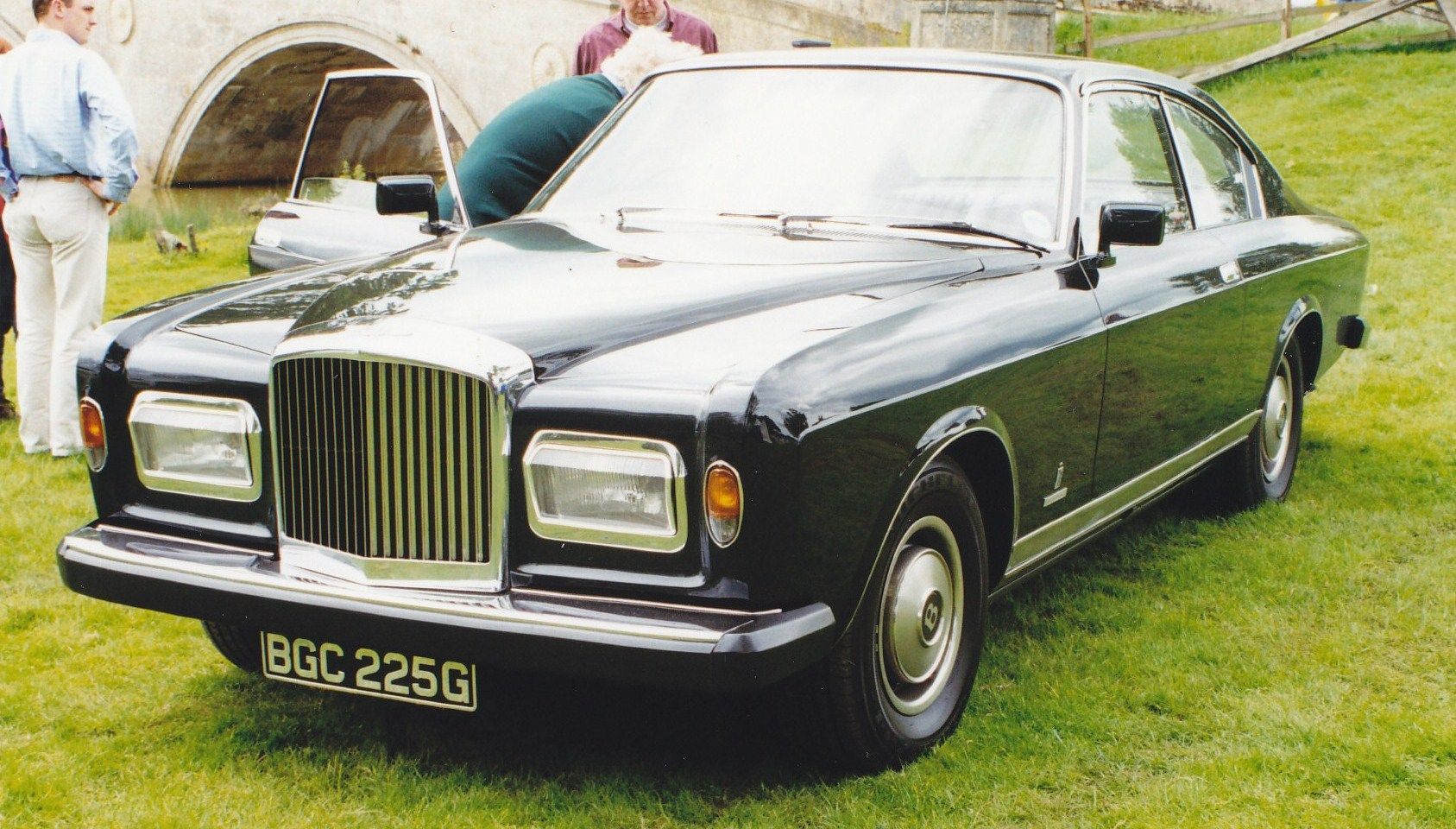
La Bentley Serie T Pininfarina

Non è altro che una Rolls-Royce Silver Shadow che fu commercializzata con il marchio Bentley e rivista in pochissimi dettagli. In pratica si distingueva dalla berlina Rolls-Royce per la diversa calandra (più arrotondata e con una differente "maglia"), per alcuni dettagli della finitura interna e per un'impostazione più sportiva
La meccanica e l'estetica erano comunque assolutamente identiche a quelle della Silver Shadow, incluso il classico motore V8, prima di 6.223 (fino al 1969) poi di 6.750 cm³. La Serie T, infatti, consolidò la consueta sudditanza del marchio Bentley alla casa madre Rolls-Royce, proseguita fino alla fine degli anni novanta.
Venne prodotta fino al 1977 in un numero assai esiguo di esemplari, la cui produzione proseguì fino al 1981 quando venne rimpiazzata dalla Mulsanne, versione Bentley della Rolls-Royce Silver Spirit. Ne sono state prodotti appena 1.876 modelli della prima serie e, dal 1977, altri 568 della seconda serie (nota anche come "T2"), di cui soltanto 10 con passo lungo, configurazione in cui la prima serie non era disponibile. Durante gli anni ne vennero costruiti anche alcuni rari esemplari in versione Coupé e Convertible e un solo esemplare, disegnato da Pininfarina, in versione coupé.